# Horsfieldia irya
Horsfieldia irya là một loài thực vật có hoa trong họ Myristicaceae. Loài này được (Gaertn.) Warb. mô tả khoa học đầu tiên năm 1897.